# Большое Миассово
Большо́е Миассо́во — озеро в Миасском городском округе, Аргаяшском и Чебаркульском районах Челябинской области.

## География
Расположено на границе городского округа и двух районов, на территории Ильменского заповедника. Соединено протокой с озером Малое Миассово. Вблизи этих двух крупных озёр расположено множество маленьких: Большой Таткуль, Кыскыкуль, Бараус, Кайгусты, Савелькуль и Большой Теренкуль.
На северном берегу озера была расположена биостанция, где проводил исследования Н.В. Тимофеев-Ресовский. 